# Cephalodier

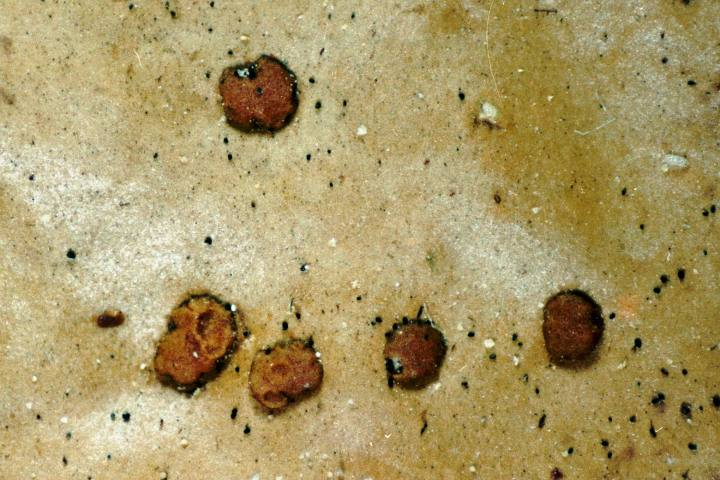
Cephalodier på torsklav.

Cephalodier är kolonier av cyanobakterier finns på en lavkropp och bidrar med energi genom fotosyntes till laven.